# Criochirurgia
La criochirurgia è un tipo di chirurgia fondato sull'impiego di temperature estremamente basse per distruggere tessuti anormali o patologici. Crio deriva dal greco antico k'yos, che significa freddo o ghiaccio.

## Metodologia
Solitamente s'impiega azoto liquido alla temperatura di -196 °C.
In dermatologia la criochirurgia è oggi largamente impiegata per numerosi motivi: non richiede solitamente anestesia, non determina solitamente la comparsa di cicatrici e non richiede medicazioni difficoltose né lunghi periodi di recupero dopo i trattamenti. 

## Utilizzo
La patologia che più spesso viene trattata con criochirurgia è rappresentata dalle verruche, ma l'impiego di questa pratica può essere esteso a molte altre patologie dermatologiche.
In ambito chirurgico generale, la crioterapia selettiva permette di affrontare e risolvere il problema delle emorroidi trattando con la sonda criogenetica solamente i noduli evidenziati ed isolati dalle mucose del retto. In questo modo l'applicazione crioterapica limitata alle emorroidi evidenziate permette di non coinvolgere le pareti del retto e quindi garantire che non si formino cicatrici retraenti o lesioni sfinteriali. Non rimarranno punti di sutura interni né graffe metalliche.
Questa metodica permette ai pazienti di riprendere immediatamente le proprie attività senza la necessità di riposo.